# اليوم العالمي لمنع الانتحار
اليوم العالمي لمنع الانتحار هو يوم توعية يتم الاحتفال به في 10 سبتمبر من كل عام، من أجل توفير الالتزام والعمل في جميع أنحاء العالم لمنع الانتحار، مع العديد من الأنشطة في جميع أنحاء العالم منذ عام 2003. تتعاون الرابطة الدولية لمنع الانتحار مع منظمة الصحة العالمية والاتحاد العالمي للصحة العقلية لاستضافة اليوم العالمي لمنع الانتحار. في عام 2011، نظم ما يقرب من 40 دولة فعاليات توعية للاحتفال بهذه المناسبة. وفقًا لأطلس الصحة العقلية الصادر عن منظمة الصحة العالمية في عام 2014، لم يبلغ أي بلد من البلدان ذات الدخل المنخفض عن إستراتيجية وطنية للوقاية من الانتحار، في حين كان أقل من 10 ٪ من البلدان ذات الدخل المتوسط المنخفض، وكان ما يقرب من ثلث البلدان ذات الدخل المرتفع والمتوسط.
في أول حدث لها في عام 2003، تم ذكر مبادرة منظمة الصحة العالمية للوقاية من الانتحار لعام 1999 فيما يتعلق بالاستراتيجية الرئيسية لتنفيذها، والتي تتطلب:
1. «تنظيم أنشطة متعددة القطاعات عالمية وإقليمية ووطنية لزيادة الوعي بالسلوكيات الانتحارية وكيفية الوقاية منها بفعالية».
2. «تعزيز قدرات الدول على تطوير وتقييم السياسات والخطط الوطنية لمنع الانتحار.» 
اعتبارا من الإصدارات الأخيرة لمنظمة الصحة العالمية، لا تزال التحديات التي تمثلها الوصمة الاجتماعية والمحرمات التي تناقش الانتحار وقلة توافر البيانات وعقبات حتى الآن تؤدي إلى ضعف جودة البيانات لكل من محاولات الانتحار: «بالنظر إلى حساسية الانتحار وعدم شرعية السلوك الانتحاري في بعض البلدان من المحتمل أن يكون الإبلاغ الناقص والتصنيف الخاطئ هما أكبر مشاكل الانتحار مقارنة بمعظم أسباب الوفاة الأخرى.»[5][6]

## خلفية
يموت ما يقدر بنحو مليون شخص كل عام عن طريق الانتحار أو حوالي شخص واحد من بين كل 10,000 شخص (1.4٪ من جميع الوفيات)، أو «حالة انتحاركل 40 ثانية أو حوالي 3000 كل يوم». اعتبارا من عام 2004، من المتوقع أن يصل عدد الأشخاص الذين يموتون بالانتحار إلى 1.5 مليون شخص بحلول عام 2020.

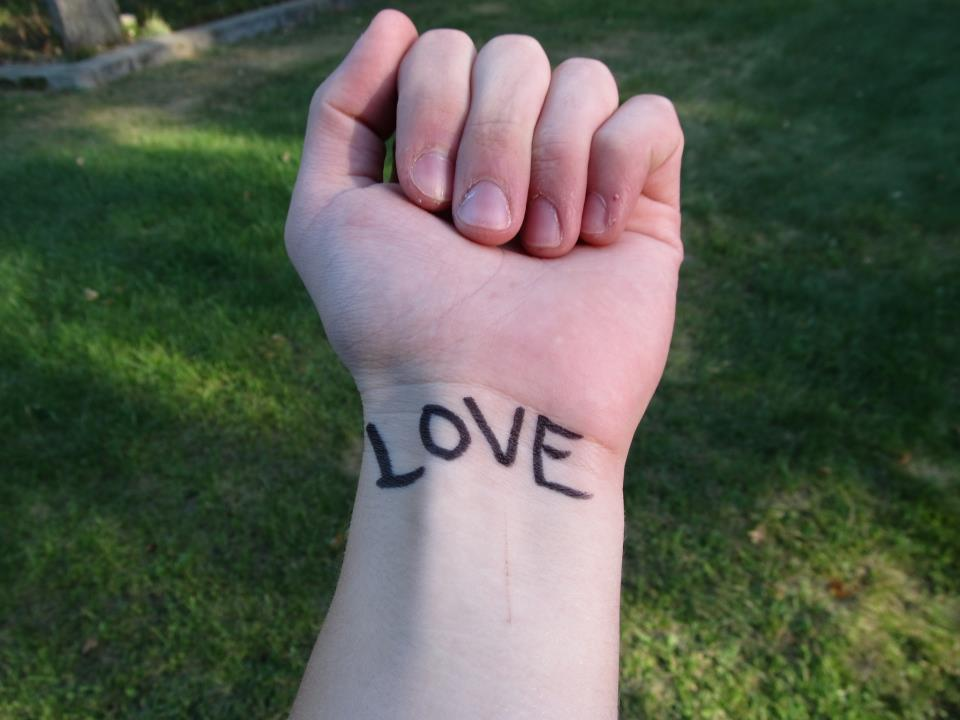
إحدي طرق رفع وعي الأفراد في اليوم العالمي لمنع الانتحار.

في المتوسط، يتم الإبلاغ عن ثلاث حالات انتحار ذكور لكل أنثى، باستمرار في مختلف الفئات العمرية وفي كل بلد في العالم تقريبًا. «على العكس من ذلك، تميل معدلات محاولات الانتحار إلى أن تكون أعلى بمعدل 2-3 أضعاف لدى النساء عنها في الرجال، على الرغم من تضييق الفجوة بين الجنسين في السنوات الأخيرة.» إنه السبب الرئيسي الثالث عشر للوفاة في جميع أنحاء العالم. وفقًا لمنظمة الصحة العالمية، هناك محاولة قاتلة من كل 20 شخصًا يحاولون الانتحار، بمعدل واحد تقريبًا كل ثلاث ثوانٍ. الانتحار هو «أكثر أسباب الوفاة شيوعًا للأشخاص الذين تتراوح أعمارهم بين 15 و 24 عامًا.» 
| 0 - 5 5 - 10 | 10 - 15 15 - 25 | 25 - 35 Above 35 | No data |

| 0 - 5 5 - 10 | 10 - 15 15 - 25 | 25 - 35 Above 35 | No data |

| 0 - 5 5 - 10 | 10 - 15 15 - 25 | 25 - 35 Above 35 | No data |

وفقًا لمنظمة الصحة العالمية، يمثل الانتحار ما يقرب من نصف جميع الوفيات العنيفة في العالم. أشار برايان مشارا، رئيس الرابطة الدولية لمنع الانتحار، إلى أن «الكثير من الناس يقتلون أنفسهم أكثر من الموت في جميع الحروب والأعمال الإرهابية والعنف بين الأشخاص مجتمعين.»  اعتبارا من عام 2008، تشير منظمة الصحة العالمية إلى أن أكبر عدد من حالات الانتحار تحدث في الفئة العمرية 15 - 29، بينما كانت الأقل في 80+، مع 27.8 حالة انتحار و 60.1 للإناث والذكور على التوالي. في عام 2015، بلغ المعدل العالمي الموحد للعمر 10.7 لكل 100,000.
تلعب المعايير الاجتماعية دورًا مهمًا في تطوير السلوكيات الانتحارية. سجلت الدراسات الاجتماعية في أواخر القرن التاسع عشر أول ملاحظات على الإطلاق حول الانتحار: مع إحصاءات الوقت المتاح، ذكر علماء الاجتماع آثار التصنيع كما في العلاقات بين المجتمعات العمرانية الجديدة والتعرض لسلوك التدمير الذاتي، مما يشير إلى أن الضغوط الاجتماعية لها آثار على الانتحار. اليوم، يمكن أن تظهر الاختلافات في السلوك الانتحاري بين مختلف البلدان.

### المواضيع
| المنطقة حسب منظمة الصحة العالمية (حوالي٪ من تعداد السكان العالمي) | حسب السن (2015) | Crude (2015) | ذكر: أنثي (2015) | معدل(2012) | ذكر: أنثي(2012) | معدل(2008) | ذكر: أنثي(2008) |
| ----------------------------------------------------------------- | --------------- | ------------ | ---------------- | ---------- | --------------- | ---------- | --------------- |
| أوربا (13%)                                                       | 11.9            | 15.7         | 3.7 : 1          | 12.0       | 4.1 : 1         | 14.2       | 4.0 : 1         |
| جنوب شرق آسيا (26%)                                               | 13.3            | 13.3         | 1.3 : 1          | 17.7       | 1.6 : 1         | 15.6       | 1.5 : 1         |
| غرب المحيط الهادئ (26%)                                           | 9.1             | 10.2         | 1.2 : 1          | 7.5        | 0.9 : 1         | 12.6       | 1.3 : 1         |
| أمريكا (13.5%)                                                    | 9.1             | 9.9          | 3.3 : 1          | 6.1        | 3.6 : 1         | 7.9        | 3.6 : 1         |
| أفريقيا (13%)                                                     | 12.8            | 7.4          | 2.0 : 1          | 10.0       | 2.5 : 1         | 6.4        | 2.2 : 1         |
| شرق أوسطي (8.5%)                                                  | 4.3             | 3.9          | 1.8 : 1          | 6.4        | 1.4 : 1         | 5.6        | 1.1 : 1         |
| العالم (100.0%)                                                   | 10.7            | 10.7         | 1.7 : 1          | 11.4       | 1.9 : 1         | 11.6       | 1.8 : 1         |

- 2003 - «يمكن منع الانتحار!»
- 2004 - «إنقاذ الأرواح، استعادة الأمل» [18]
- 2005 - «منع الانتحار هو عمل الجميع» [19]
- 2006 - «مع فهم الأمل الجديد» [20][21]
- 2007 - «منع الانتحار عبر الحياة» [22][23]
- 2008 - «فكر عالمياً، خطط وطنياً، تصرف محلياً» [24]
- 2009 - «منع الانتحار في الثقافات المختلفة» [25][26]
- 2010 - «نظم المجتمع والانتحار»[27][28]
- 2011 - «منع الانتحار في المجتمعات متعددة الثقافات» [29]
- 2012 - «منع الانتحار في جميع أنحاء العالم: تعزيز العوامل الوقائية وغرس الأمل»[30]
- 2013 - «وصمة العار: عائق رئيسي أمام منع الانتحار» [31]
- 2014 - «أشعل شمعة بالقرب من نافذة» [32][33]
- 2015 - «منع الانتحار: الوصول إلى الأرواح وإنقاذها»[34][35]
- 2016 - «اتصل، تواصل، اهتم» [36]
- 2017 - «خذ دقيقة، غير حياتك»[37]
- 2018 - «العمل معاً لمنع الانتحار» [30]

يتبع ملخصًا موجزًا للاقتباسات الرئيسية حول موضوع الانتحار من مصادر مختلفة:
- "إن الأسباب الرئيسية للانتحار هي الفقر والبطالة وفقدان أحد الأحباء والحجج والمشاكل القانونية أو المتعلقة بالعمل. ينتج الانتحار عن العديد من العوامل الاجتماعية والثقافية المعقدة، ومن المرجح أن يحدث خلال فترات اجتماعية اقتصادية وأسرية وفردية أو أزمة (مثل فقدان أحد أفراد أسرته والبطالة والتوجه الجنسي [38] وصعوبات في تطوير هوية الشخص والانفصال عن مجتمع الفرد أو جماعة اجتماعية / معتقدية أخرى والشرف). في البلدان الأكثر ثراءً، يموت الرجال بالانتحار أكثر من النساء ثلاثة أضعاف، ولكن في البلدان المنخفضة والمتوسطة الدخل تكون نسبة الذكور إلى الإناث أقل بكثير حوالي 1.5 رجل لكل امرأة. في الولايات المتحدة، يزيد احتمال موت الذكور بنسبة أربعة أضعاف من الانتحار أكثر من الإناث، ومع ذلك، فإن الإناث أكثر عرضة لمحاولة الانتحار من الذكور. تم تفسير معدلات الانتحار جزئياً باستخدام وسائل أكثر فتكًا والمزيد من العدوان والنية العليا يموت في الرجال أكثر من النساء. "[39][40]
- «في معظم أنحاء العالم، يُلحق الانتحار بالوصم ويدان لأسباب دينية أو ثقافية. في بعض البلدان، يُعد السلوك الانتحاري جريمة جنائية يعاقب عليها القانون. لذلك، غالباً ما يكون الانتحار عملاً سريًا محاطًا بالمحرمات، وقد يكون غير معترف به، أويُخفي عمداً في السجلات الرسمية للوفاة. تدفع الوصمة وخاصة المحيطة بالاضطرابات العقلية والانتحار الكثير من الناس الذين يفكرون في محاولة الانتحار لا يسعون للحصول على المساعدة، وبالتالي لا يحصلون على المساعدة التي يحتاجونها. لم تتم الوقاية من الانتحار بشكل كاف بسبب قلة الوعي بالانتحار باعتباره مشكلة صحية عامة رئيسية ومن المحرمات في كثير من المجتمعات مناقشته علنا. إن زيادة الوعي المجتمعي وكسر المحرمات أمر مهم بالنسبة للبلدان لإحراز تقدم في منع الانتحار.»[5][39][40]

تعد مشكلات الصحة العقلية، مثل الاكتئاب، من بين العوامل الأكثر شيوعًا في القائمة الطويلة للعوامل المعقدة والمترابطة، والتي تتراوح من المشاكل المالية إلى تجربة سوء المعاملة والعدوان والاستغلال وسوء المعاملة، والتي يمكن أن تسهم في الشعور بالألم واليأس يكمن وراء الانتحار. يلعب عادة تعاطي المخدرات وتعاطي الكحول أيضا دورا. تؤكد استراتيجيات الوقاية بشكل عام على الوعي العام تجاه الوصمة الاجتماعية والسلوكيات الانتحارية.

## معلومات حسب الدولة
| دول                  | Crude rate | Age-adjusted rate | Male:Female ratio |
| -------------------- | ---------- | ----------------- | ----------------- |
| سيريلانكا            | 35.3       | 34.6              | 4.4 : 1           |
| ليتوانيا             | 32.7       | 26.1              | 5.8 : 1           |
| جمهورية كوريا        | 32.0       | 24.1              | 2.7 : 1           |
| غيانا                | 29.0       | 30.6              | 3.0 : 1           |
| منغوليا              | 28.3       | 28.1              | 5.2 : 1           |
| كازاخستان            | 27.5       | 27.5              | 5.0 : 1           |
| سورينام              | 26.6       | 26.9              | 3.3 : 1           |
| روسيا البيضاء        | 22.8       | 19.1              | 6.5 : 1           |
| بولندا               | 22.3       | 18.5              | 6.7 : 1           |
| لاتفيا               | 21.7       | 17.4              | 6.6 : 1           |
| اليونان              | 21.6       | 15.7              | 3.7 : 1           |
| سلوفينيا             | 21.4       | 15.0              | 4.1 : 1           |
| أنغولا               | 20.5       | 25.9              | 2.7 : 1           |
| بلجيكا               | 20.5       | 16.1              | 2.6 : 1           |
| روسيا                | 20.1       | 17.9              | 5.7 : 1           |
| أوكرانيا             | 20.1       | 16.6              | 4.6 : 1           |
| في جميع أنحاء العالم | 10.7       | 10.7              | 1.7 : 1           |

خريطة العالم من 1978-2008 معدلات الانتحار تظهر نقص المعلومات من العديد من البلدان الأفريقية.

في عام 1999، كانت الوفيات الناجمة عن الإصابات الذاتية رابع سبب رئيسي للوفاة بين سن 15 و 44 عامًا في العالم. في دراسة أجريت عام 2002، تم الإبلاغ عن أن البلدان التي لديها أدنى معدلات تميل إلى أن تكون في أمريكا اللاتينية و «الدول الإسلامية وبعض الدول الآسيوية»، ولوحظ نقص المعلومات من معظم البلدان الأفريقية (انظر الخريطة). تعد جودة البيانات مصدر قلق لسياسات منع الانتحار. تميل حالات الانتحار إلى عدم الإبلاغ عنها وتصنيفها بشكل خاطئ بسبب كل من الضغوط الثقافية والاجتماعية، وربما لم يتم الإبلاغ عنها بالكامل في بعض المناطق. نظرًا لأن البيانات قد تكون منحرفة، فإن مقارنة معدلات الانتحار بين الدول يمكن أن تؤدي إلى استنتاجات غير سليمة إحصائيًا حول السلوك الانتحاري في بلدان مختلفة. ومع ذلك، تستخدم الإحصاءات عادة للتأثير بشكل مباشر على القرارات المتعلقة بالسياسات العامة واستراتيجيات الصحة العامة.
من بين 34 دولة عضو في منظمة التعاون الاقتصادي والتنمية، وهي مجموعة من الدول ذات الدخل المرتفع التي تستخدم اقتصاد السوق لتحسين مؤشر التنمية البشرية، سجلت كوريا الجنوبية أعلى معدل انتحار في عام 2009. في عام 2011 سنت وزارة الصحة والرعاية الاجتماعية في كوريا الجنوبية تشريعات لمعالجة ارتفاع المعدل.
في عام 2008، أفيد أن الشباب الذين تتراوح أعمارهم بين 15 و 34 عامًا في الصين كانوا أكثر عرضة للوفاة بالانتحار مقارنة بأي وسيلة أخرى، خاصة النساء الصينيات الشابات في المناطق الريفية بسبب مشاكل حول الزواج. ومع ذلك، بحلول عام 2011، كان معدل الانتحار لنفس الفئة العمرية يتراجع بشكل كبير وفقًا للبيانات الرسمية، وذلك بشكل أساسي من خلال التحضر الصيني المتأخر والهجرة من المناطق الريفية إلى المناطق الأكثر تحضرًا: منذ التسعينيات بالفعل، انخفض معدل الانتحار الوطني الصيني العام بنسبة 68٪.
وفقًا لمنظمة الصحة العالمية، في عام 2009، كانت البلدان الأربعة التي سجلت أعلى معدلات الانتحار في أوروبا الشرقية، كانت سلوفينيا رابع أعلى معدل تسبقها روسيا ولاتفيا وروسيا البيضاء. يبقى هذا ضمن النتائج التي تم الحصول عليها في عام 2003 عندما تم العثور على أعلى المعدلات أيضًا في دول أوروبا الشرقية. اعتبارا من عام 2015، لا تزال أعلى معدلات الانتحار في أوروبا الشرقية وكوريا ومنطقة سيبيريا المتاخمة للصين وسريلانكا وغويانا وبلجيكا وعدد قليل من دول جنوب الصحراء الكبرى.
وفقًا لأطلس الصحة العقلية الصادر عن منظمة الصحة العالمية في عام 2014، لم يبلغ أي بلد من البلدان ذات الدخل المنخفض عن إستراتيجية وطنية للوقاية من الانتحار، في حين أبلغت أقل من 10 ٪ من البلدان ذات الدخل المتوسط المنخفض، وأبلغ ما يقرب من ثلث البلدان ذات الدخل المتوسط والدخل المرتفع. محور اليوم العالمي لمنع الانتحارهو المشكلة الأساسية للانتحار والتي تعتبر مشكلة صحية عامة كبيرة في الدخل المرتفع والمشكلة الناشئة في البلدان المنخفضة والمتوسطة الدخل. من بين البلدان ذات الدخل المرتفع (إلى جانب كوريا الجنوبية) توجد أعلى المعدلات في عام 2015 في بعض بلدان أوروبا الشرقية وبلجيكا وفرنسا واليابان وكرواتيا والنمسا وأوروغواي وفنلندا.
يلعب الوضع الاجتماعي والاقتصادي دورًا مهمًا في السلوك الانتحاري، والثروة ثابتة فيما يتعلق بنسب معدل الانتحار بين الذكور والإناث، حيث أن معدل وفيات الذكور عن طريق الانتحار محدود عمومًا أو غير موجود في المجتمعات المنخفضة والمتوسطة الدخل، بينما لا تغيب أبدًا في البلدان المرتفعة الدخل (انظر الجدول).
| مجموعة الدخل (٪ من تعداد السكان العالمي)     | حالات الانتحار (بالآلاف) | عالميا % | المعدل | ذكر: أنثي |
| -------------------------------------------- | ------------------------ | -------- | ------ | --------- |
| دول عالية الدخل (18.3%)                      | 197                      | 24.5%    | 12.7   | 3.5 : 1   |
| دول المستوي الأعلي من الدخل المتوسط. (34.3%) | 192                      | 23.8%    | 7.5    | 1.3 : 1   |
| دول المستوي الأدني من الدخل المتوسط. (35.4%) | 333                      | 41.4%    | 14.1   | 1.7 : 1   |
| دول الدخل المنخقض (12.0%)                    | 82                       | 10.2%    | 13.4   | 1.7 : 1   |
| عالمياً (100.0%)                              | 804                      | 100.0%   | 11.4   | 1.9 : 1   |

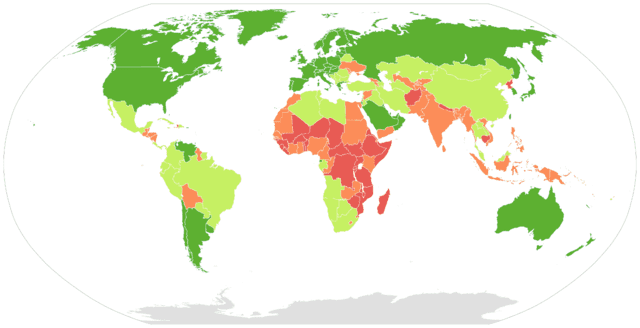
البلدان حسب الدخل

يخضع سلوك الانتحار أيضًا لدراسة للاقتصاديين منذ سبعينيات القرن الماضي تقريبًا: على الرغم من أن التكاليف الوطنية لمحاولات الانتحار والانتحار (ما يصل إلي انتحار مكتمل لكل 20 محاولة) مرتفعة للغاية، إلا أن الوقاية من الانتحار تعوقها الموارد النادرة لعدم الاهتمام بالصحة العقلية. في الولايات المتحدة وحدها، تتألف التكاليف السنوية لمحاولات الانتحار والانتحار من 50 إلى 100 مليار دولار.
وفقا لبيان صحفي صادر عن منظمة الصحة العالمية في عام 2006، فإن ثلث حالات الانتحار في جميع أنحاء العالم ارتكبت بالمبيدات الحشرية، «بعضها ممنوع بموجب اتفاقيات الأمم المتحدة». وحثت منظمة الصحة العالمية البلدان الآسيوية المكتظة بالسكان على تقييد المبيدات، خاصة مبيدات الآفات التي تعتمد على الفوسفات العضوي والتي تحظرها الاتفاقيات الدولية ولكن ما زالت تصنعها وتصدرها بعض الدول الآسيوية. تقارير منظمة الصحة العالمية تشير إلي زيادة حالات الانتحاربسبب مبيدات الآفات في البلدان الآسيوية الأخرى وكذلك أمريكا الوسطى والجنوبية. تشير التقديرات إلى أن مثل هذه المحاولات الفاشلة المؤلمة يمكن تقليصها من خلال تقنين خيارات القتل الرحيم الخاضعة للرقابة، كما هو مطبق في سويسرا.
اعتبارًا من عام 2017، تشير التقديرات إلى أن حوالي 30٪ من حالات الانتحار العالمية ما زالت ناجمة عن التسمم الذاتي بمبيدات الآفات، ومعظمها يحدث في المناطق الزراعية الريفية في البلدان المنخفضة والمتوسطة الدخل (التي تضم حوالي 80٪ من سكان العالم). في البلدان المرتفعة الدخل التي تتألف من سكان العالم البالغ عددهم 20٪، فإن الأساليب الأكثر شيوعًا هي الأسلحة النارية والتعليق والتسمم الذاتي.

## الجنس والانتحار

الذكور: نسب الإناث من معدلات الانتحار. الأخضر يعني ارتفاع معدل انتشار حالات الانتحار الذكور. فيما يلي معدلات الانتحار الموحدة للذكور والإناث المستخدمة في استنباط النسب.
لا بيانات
أقل من 1.0 : 1
أقل من 1.7 : 1
أقل من 3.0 : 1
أقل من 4.0 : 1
أعلى (أو تساوي) 4.0 : 1

أبلغت المجتمعات الأوروبية والأمريكية عن ارتفاع معدل وفيات الذكور عن طريق الانتحار أكثر من أي شيء آخر، في حين أن الآسيويين كانوا أقل بكثير. وفقًا لأحدث البيانات التي قدمتها منظمة الصحة العالمية، فإن حوالي 40 ألف أنثى من بين 300000 حالة انتحار عالمية و 150.000 ذكور من نصف مليون حالة انتحار ذكرية عالمية، يقضون حياتهم عمداً كل عام في أوروبا والأمريكتين (تتألف من حوالي ثلاثين بالمائة من العالم السكان). اعتبارًا من عام 2015، وبغض النظر عن عدد قليل من بلدان جنوب وشرق آسيا التي تضم 20 في المائة من سكان العالم (المغرب وليسوتو ودول الكاريبيان) نظرًا لتغير أدوار الجنسين، فإن معدلات الانتحار أعلى بين الرجال أكثر من النساء.
في الدول الغربية، من المحتمل أن يموت الرجال بنسبة 300٪ أو ثلاث مرات بالانتحار مقارنة بالإناث، في حين أن عددًا قليلًا من الدول (يبلغ عدد سكانها أكثر من مائة مليون نسمة) يتجاوز نسبة الـ 600٪. ولوحظ أن هناك فرقًا كبيرًا في نسب الانتحار بين الذكور والإناث في بلدان الكتلة السوفيتية السابقة وفي بعض أمريكا اللاتينية.
إن تغيير المواقف الثقافية حول أدوار الجنسين والأعراف الاجتماعية، وخاصة الأفكار حول الذكورة، قد يسهم أيضًا في سد الفجوة بين الجنسين: يفترض أن الوضع الاجتماعي وأدوار العمل حاسمة لهوية الرجل.